# Gerald Taylor (futbolista)
Gerald Gisjiel Taylor Dosman (Talamanca, Limón, Costa Rica, 28 de mayo de 2001) es un futbolista costarricense que juega como lateral derecho en el Heart of Midlothian F. C. de la Scottish Premiership.

## Trayectoria
Es oriundo de Talamanca en la provincia de Limón. Sus inicios en el deporte fueron como jugador de fútbol sala y al mismo tiempo trabajaba como salonero en un restaurante de comida caribeña.

### A. D. Cariari Pococí
Taylor hizo su debut en la Segunda División con Cariari Pococí el 19 de septiembre de 2020, por la tercera fecha del Torneo de Apertura frente a Juventud Escazuceña. El entrenador Bernardo Veach colocó al defensor como titular y su conjunto logró la victoria por 1-0.

### Sporting F. C.
Cuando estaba en el alto rendimiento de Saprissa, el equipo de Sporting lo pidió prestado para enfrentar el Torneo de Clausura 2021 y que iba a suponer su debut en la máxima categoría. Todo hacía pensar que sería utilizado, pero la oportunidad nunca llegó pese a ser visto con buenas condiciones por el coordinador deportivo Bertony Robinson. Concluyó su cesión sin sumar ni un solo minuto.

### C. S. Uruguay de Coronado
El convenio establecido entre el Deportivo Saprissa y Uruguay de Coronado en agosto de 2021, permitió la llegada a préstamo de Taylor al cuadro aurinegro junto a otros nueve futbolistas, para disputar el Torneo de Apertura en la segunda categoría. Tuvo su primera participación el 7 de agosto en la victoria 2-0 sobre Santa Ana. Destacó en el equipo dirigido por Cristian Salomón al ser un defensor que ganaba los duelos sin cometer falta, así como de su velocidad y gallardía. Taylor cerró una temporada muy regular donde los aurinegros accedieron a un lugar a los cuartos de final.

### Deportivo Saprissa
Taylor se reincorporó a Saprissa tras el préstamo a partir de enero de 2022. Las ausencias de Kendall Waston y Ricardo Blanco, dos titulares indiscutibles, lesionados al mismo tiempo y justo en el inicio del Torneo de Clausura, hicieron posible la oportunidad de que Gerald asumiera un rol en la alineación estelar del estratega español Iñaki Alonso. Realizó su debut en el cuadro morado el 4 de febrero en la visita al Estadio "Colleya" Fonseca contra el Herediano (1-1). En este compromiso arrancó en el once inicial y salió de cambio al minuto 65' por Kevin Espinoza. Su polifuncionalidad le permitió desempeñarse tanto de defensa central como de lateral derecho. El 16 de febrero tuvo su primer partido internacional por la Liga de Campeones de la Concacaf, al enfrentar al Pumas de la UNAM por el duelo de ida de los octavos de final. El 9 de marzo firmó la extensión de su contrato hasta 2026.

### Heart of Midlothian F. C.
El 10 de julio de 2024, se oficializó su fichaje al Heart of Midlothian F. C. en condición de préstamo por un año y con opción a compra. El 3 de agosto, debutó contra el Rangers F. C., disputando 82 minutos por el empate 0-0, Taylor fue considerado como el MVP del partido.

## Selección nacional

### Categorías inferiores
El 29 de mayo de 2023, se oficializó la convocatoria del director técnico Douglas Sequeira para la nómina de los jugadores para representar a la selección de Costa Rica sub-23 en la competición del Torneo Maurice Revello de 2023, Taylor fue parte de la nómina. Taylor debutó como titular en el juego inaugural ante Venezuela, por el empate 1-1, obteniendo la victoria por penales por un 3-2. En su segundo compromiso, repitió titularidad ante Francia, siendo derrotados en el marcador 3-1. En su tercer compromiso, Taylor ingresó de cambio al minuto 61 por el empate 0-0, perdiendo la serie en penales por 3-2, quedando eliminados de la competición en fase de grupos. Costa Rica disputó un partido por el undécimo puesto, enfrentándose ante Catar, Taylor tuvo la totalidad de minutos por la derrota 2-4.
El 23 de junio de 2023, fue convocado por el director técnico Erick Rodríguez para la nómina de los jugadores para representar a la selección de Costa Rica sub-23 en la competición de los Juegos Centroamericanos y del Caribe de 2023 con sede El Salvador.

#### Participaciones internacionales
| Evento                                       | Sede        | Resultado      | Partidos | Goles |
| -------------------------------------------- | ----------- | -------------- | -------- | ----- |
| Torneo Maurice Revello de 2023               | Francia     | Fase de grupos | 4        | 0     |
| Juegos Centroamericanos y del Caribe de 2023 | El Salvador | Subcampeón     | 4        | 0     |

### Selección absoluta
El 17 de marzo de 2023 fue convocado por el director técnico colombiano Luis Fernando Suárez para afrontar los partidos de la Liga de Naciones de la Concacaf 2022-23 contra Martinica y Panamá. El 25 de marzo, debutó con la selección ante Martinica, disputando 45 minutos, el encuentro finalizó por la victoria 1-2. Sin embargo, para el partido de Panamá no fue convocado.
El 11 de junio de 2024, se oficializó su convocatoria de los 26 jugadores para la competición de la Copa América 2024. El 25 de junio debutó contra Brasil, ingresando al minuto 90+2 en el empate 0-0.

#### Participaciones internacionales
| Competición                             | Sede           | Resultado      | Partidos | Goles |
| --------------------------------------- | -------------- | -------------- | -------- | ----- |
| Liga de Naciones de la Concacaf 2022-23 | Concacaf       | Fase de grupos | 1        | 0     |
| Copa América 2024                       | Estados Unidos | Fase de grupos | 1        | 0     |
| Liga de Naciones de la Concacaf 2024-25 | Concacaf       | Por definir    | 0        | 0     |

#### Participaciones en eliminatorias
| Eliminatoria               | Sede                             | Resultado   | Partidos | Goles |
| -------------------------- | -------------------------------- | ----------- | -------- | ----- |
| Clasificación Mundial 2026 | Estados Unidos · México · Canadá | Por definir | 2        | 0     |

## Estadísticas

### Clubes
Actualizado al último partido jugado el 2 de marzo de 2025.
| Club                                       | Div.          | Temporada     | Liga  | Liga  | Liga   | Copas nacionales | Copas nacionales | Copas nacionales | Copas internacionales | Copas internacionales | Copas internacionales | Total | Total | Total  |
| Club                                       | Div.          | Temporada     | Part. | Goles | Asist. | Part.            | Goles            | Asist.           | Part.                 | Goles                 | Asist.                | Part. | Goles | Asist. |
| ------------------------------------------ | ------------- | ------------- | ----- | ----- | ------ | ---------------- | ---------------- | ---------------- | --------------------- | --------------------- | --------------------- | ----- | ----- | ------ |
| A. D. Cariari Pococí · Costa Rica          |               |               |       |       |        |                  |                  |                  |                       |                       |                       |       |       |        |
| 2.ª                                        | 2020-21       | 8             | 0     | 0     | —      | —                | —                | —                | —                     | —                     | 8                     | 0     | 0     |        |
| Total club                                 | Total club    | 8             | 0     | 0     | 0      | 0                | 0                | 0                | 0                     | 0                     | 8                     | 0     | 0     |        |
| Uruguay de Coronado · Costa Rica           |               |               |       |       |        |                  |                  |                  |                       |                       |                       |       |       |        |
| 2.ª                                        | 2021-22       | 14            | 0     | 0     | —      | —                | —                | —                | —                     | —                     | 14                    | 0     | 0     |        |
| Total club                                 | Total club    | 14            | 0     | 0     | 0      | 0                | 0                | 0                | 0                     | 0                     | 14                    | 0     | 0     |        |
| Deportivo Saprissa · Costa Rica            |               |               |       |       |        |                  |                  |                  |                       |                       |                       |       |       |        |
| 1.ª                                        | 2021-22       | 17            | 0     | 0     | —      | —                | —                | 2                | 0                     | 0                     | 19                    | 0     | 0     |        |
| 1.ª                                        | 2022-23       | 36            | 0     | 1     | 6      | 0                | 1                | —                | —                     | —                     | 42                    | 0     | 0     |        |
| 1.ª                                        | 2023-24       | 39            | 2     | 3     | 4      | 0                | 0                | 9                | 1                     | 0                     | 52                    | 3     | 3     |        |
| Total club                                 | Total club    | 92            | 2     | 4     | 10     | 0                | 1                | 11               | 1                     | 0                     | 113                   | 3     | 5     |        |
| Heart of Midlothian F. C. Escocia          |               |               |       |       |        |                  |                  |                  |                       |                       |                       |       |       |        |
| 1.ª                                        | 2024-25       | 8             | 0     | 0     | 3      | 0                | 0                | 2                | 0                     | 0                     | 13                    | 0     | 0     |        |
| Total club                                 | Total club    | 8             | 0     | 0     | 3      | 0                | 0                | 2                | 0                     | 0                     | 13                    | 0     | 0     |        |
| Total carrera                              | Total carrera | Total carrera | 122   | 2     | 4      | 13               | 0                | 1                | 13                    | 1                     | 0                     | 148   | 3     | 5      |
| 1. 2. Fuente:Transfermarkt / Lacamiseta 10 |               |               |       |       |        |                  |                  |                  |                       |                       |                       |       |       |        |

### Selección de Costa Rica
Actualizado al último partido jugado el 9 de septiembre de 2024.
| Selección                                         | Año | Eliminatorias | Eliminatorias | Eliminatorias | Continental | Continental | Continental | Mundial | Mundial | Mundial | Amistosos | Amistosos | Amistosos | Total | Total | Total  |
| Selección                                         | Año | Part.         | Goles         | Asist.        | Part.       | Goles       | Asist.      | Part.   | Goles   | Asist.  | Part.     | Goles     | Asist.    | Part. | Goles | Asist. |
| ------------------------------------------------- | --- | ------------- | ------------- | ------------- | ----------- | ----------- | ----------- | ------- | ------- | ------- | --------- | --------- | --------- | ----- | ----- | ------ |
| Absoluta · Costa Rica                             |     |               |               |               |             |             |             |         |         |         |           |           |           |       |       |        |
| 2023                                              | —   | —             | —             | 1             | 0           | 0           | —           | —       | —       | —       | —         | —         | 1         | 0     | 0     |        |
| 2024                                              | 2   | 1             | 0             | 4             | 0           | 0           | —           | —       | —       | 1       | 0         | 0         | 7         | 1     | 0     |        |
| Total                                             | 2   | 1             | 0             | 5             | 0           | 0           | 0           | 0       | 0       | 1       | 0         | 0         | 8         | 1     | 0     |        |
| 1. Fuente:Transfermarkt / National Football Teams |     |               |               |               |             |             |             |         |         |         |           |           |           |       |       |        |

#### Goles internacionales
| N. | Fecha              | Sede                           | Rival   | Gol | Resultado | Competición                |
| -- | ------------------ | ------------------------------ | ------- | --- | --------- | -------------------------- |
| 1. | 9 de junio de 2024 | Estadio Nacional, Saint George | Granada | 0–3 | 0–3       | Clasificación Mundial 2026 |

## Palmarés

### Títulos nacionales
| Título                         | Club               | País       | Año  |
| ------------------------------ | ------------------ | ---------- | ---- |
| Primera División de Costa Rica | Deportivo Saprissa | Costa Rica | 2022 |
| Primera División de Costa Rica | Deportivo Saprissa | Costa Rica | 2023 |
| Supercopa de Costa Rica        | Deportivo Saprissa | Costa Rica | 2023 |
| Recopa de Costa Rica           | Deportivo Saprissa | Costa Rica | 2023 |
| Primera División de Costa Rica | Deportivo Saprissa | Costa Rica | 2023 |
| Primera División de Costa Rica | Deportivo Saprissa | Costa Rica | 2024 |